# Huracà de Cuba de 1910
L'huracà de Cuba de 1910, popularment conegut com el Cicló dels Cinc Dies, fou un cicló tropical destructiu i inusual que assolà Cuba i els Estats Units l'octubre de 1910. Es formà al sud del Carib el 9 d'octubre i s'intensificà mentre es movia cap al nord-oest, convertint-se en un huracà el 12 d'octubre. Després de creuar la part occidental de l'illa de Cuba, arribà al seu punt culminant el 16 d'octubre, dia en què arribà a la categoria 4 en l'Escala d'huracans de Saffir-Simpson. Es movia en un cercle en sentit antihorari i arribà de nou a Cuba. Llavors seguí cap a Florida, recalant prop del Cap Romano. Després de moure's a través de l'estat, arribà a la costa del sud-est dels Estats Units abans de desfer-se a mar obert.
A causa del seu bucle inusual, els informes inicials afirmaven que es tractava de dues tempestes separades que es desenvoluparen i recalaren en una ràpida successió. El seu recorregut fou objecte d'un gran debat a l'època fins que finalment s'identificà com una única tempesta. L'anàlisi de l'esdeveniment donà una major comprensió d'aquest tipus de fenòmens meteorològics.
La tempesta es considera una de les pitjors catàstrofes naturals en la història cubana. Hi va haver molts danys materials i milers de persones es van quedar sense casa. També va tenir un gran impacte a Florida on destruí moltes cases i provocà inundacions. Encara que el dany monetari total de la tempesta és desconegut, s'estima que només a l'Havana els danys excediren el milió de dòlars i 250.000 als Keys de Florida. Com a mínim hi hagué 100 morts només en sòl cubà.

## Història meteorològica

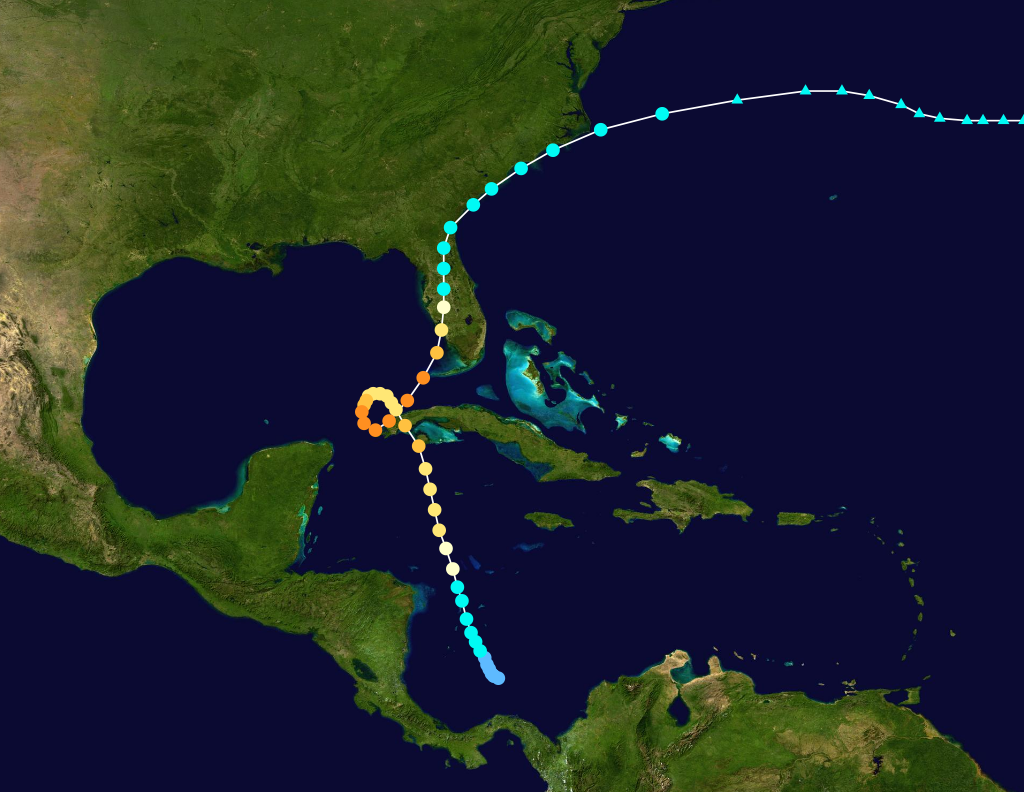
Trajectòria del cicló tropical que travessa el Mar Carib, Cuba (on completa una volta) i la península de Florida per acabar dissipant-se a l'Atlàntic.

El 9 d'octubre es formà la cinquena depressió tropical de la temporada de 1910 a partir d'una pertorbació tropical a l'extrem sud del Mar Carib, al nord de Panamà. Seguí cap al nord-oest, i assolí la intensitat de tempesta tropical l'11 d'octubre. Continuà reforçant-se, i es convertí en un huracà l'endemà. La tempesta s'observà al sud-oest de Cuba el 13 d'octubre. A primera hora del 14 d'octubre, l'huracà passà a intensitat 4 en l'escala de Saffir-Simpson abans de recalar a la punta occidental de Cuba. Tanmateix, es debilità una mica després de creuar l'illa. A la seva sortida al Golf de Mèxic, l'huracà s'alentí considerablement.
Conduïda per corrents des d'una àrea de pressió alta al nord, la tempesta inicià un recorregut nord-oest i ràpidament es dirigí sobre les aigües calentes del Golf. Executà un bucle en el sentit antihorari, i continuà creixent. El 16 d'octubre assolí vents de 240 km/h amb una pressió baromètrica mínima de 924 mbar. L'huracà girà cap al nord-est, acostant-se de nou a l'oest de Cuba, i es començà a accelerar cap a la Península de Florida el 17 d'octubre. El seu centre s'aproximà cap a l'oest de Key West i tocà terra a Cap Romano. La tempesta es mogué cap al nord mentre es deteriorava en forma de tempesta tropical. Des del nord-est de Florida, el cicló es torçà cap al nord-est i tocà la costa del sud-est dels Estats Units abans de dirigir-se a mar obert. Es creu que la tempesta es dissipà el 23 d'octubre.

La tempesta fou inusual, ja que a causa del seu bucle prop de Cuba, els informes inicials suggerien que eren de fet dos ciclons separats. El Monthly Weather Review descrigué l'esdeveniment com a "pertorbacions múltiples" i afirmaren que el primer huracà es dissipà al centre del Golf de Mèxic després de creuar Cuba, mentre que el segon es formà posteriorment i colpejà Florida. A l'època, el recorregut de la tempesta fou objecte de molt debat. Va ser identificat amb posterioritat com una única tempesta, i les observacions sobre l'huracà conduïen a avenços en la comprensió d'aquest tipus particular de ciclons tropicals. El 19 d'octubre el Washington Post escrigué: 
| «                 | Encara està per determinar si les dues tempestes s'han estat desencadenant en aigües cubanes durant la setmana passada, o bé si la mateixa tempesta ha revisitat Cuba, travessant el sud de Florida en el seu recorregut. Si la darrera opció és la correcta, el gir de la tempesta, després de la seva entrada al Golf de Mèxic, ha d'haver estat particularment sobtat i pronunciat. | » |
| — Washington Post | |   |

## Impacte
El 15 d'octubre tots els vaixells dins d'un radi d'uns 800 km de Key West foren advertits de la tempesta que s'aproximava i molts vaixells s'ancoraren en ports Per tota la regió, s'emeteren avisos de la tempesta.

### Cuba
La tempesta danyà severament Cuba, en el qual es considera que estigué entre els pitjors efectes causats mai per un cicló tropical. Els vents forts i les precipitacions torrencials inundaren carrers, destruïren collites i feren malbé les plantacions. En particular, la tempesta provocà danys substancials a les plantacions de tabac de la regió de Vuelta Abajo. Moltes viles també patiren greus danys. La ciutat de Casilda fou devastada i la vila de Batabanó patí fortes inundacions. L'huracà interrompé les comunicacions a les àrees d'interior. Es creu que la majoria de les fatalitats i danys materials foren a la província de Pinar del Rio.
El New York Times escrigué que Cuba "havia patit probablement el desastre material més gran en tota la seva història". S'informà que milers de camperols havien perdut la casa a causa del cicló. Les pèrdues a l'Havana foren també extenses; al llarg de la costa, es trobaren encallats les restes de vaixells amb mercaderies valuoses que s'havien enfonsat. La tempesta també afectà béns emmagatzemats en molls locals i barcasses. Nombrosos vaixells i petites embarcacions foren destruïdes pel cicló. El mar inundà una àrea d'aproximadament 2,5 km² del litoral de l'Havana. El mur del malecón es trencà, provocant la inundació de carreteres i habitatges de la línia marítima.
Es calcula que com a mínim moriren 100 persones, principalment a causa d'esllavissades de terra, incloent-hi cinc persones a l'Havana. Tanmateix, alguns informes esmenten un nombre de fins a 700 víctimes. Les estimacions inicials dels danys financers provocats per la tempesta eren de diversos milions de dòlars, incloent-hi pèrdues d'un milió a l'Havana, en gran part a causa de la destrucció d'oficines duaneres, plenes de molts béns valuosos. Alguns d'aquests edificis foren desplaçats fins a 800 metres del seu lloc original, i els vents destrossaren el sostre del magatzem principal. Un cop l'huracà havia passat per segon cop, encara es considerava de forma majoritària que es tractava de dues tempestes diferents i sorgiren rumors de "l'aproximació d'una tercera tempesta", encara que durant el 1910 no n'hi hagué cap altra.

### Holliswood
Una goleta de quatre pals, el Holliswood, quedà atrapat per la tempesta en el Golf de Mèxic. El vaixell sortí de Nova Orleans l'1 d'octubre, amb un carregament de fusta de xiprer. La tripulació va combatre la tempesta durant dies i finalment tallaren els pals per evitar el capcineig. El vaixell inundat fou desviat diversos kilòmetres del seu recorregut. En paraules del propietari del vaixell, Paul Mangold:
| « | El dimecres 12 tinguérem notícies de l'huracà per primer cop. Avançarem amb les veles mig plegades. A principis del dissabte ens trobarem amb la tempesta en tota la seva esplendor. Ràpidament recollirem les veles i travessarem l'huracà amb els pals nus. El vent feia cercles al voltant nostre a vegades a una velocitat de 100 milles [160 km]. El mar envestia de des totes les direccions malgrat que els problemes venien d'estribord. | » |

El vaixell de vapor Harold albirà el vaixell i rescatà tota la seva tripulació excepte el Capità E. E. Walls, qui optà per quedar-se darrere amb l'ordre "Advertiu-ho als propietaris". En aquell moment, el Holliswood estava molt fet malbé, amb el casc destruït i el timó arrencat. La tripulació aparentment advertí al capità que el vaixell no es mantindria flotant més de cinc hores, encara que aquest feu cas omís. Després que la tripulació fos rescatada, el Capità Walls lluità contra la tempesta durant molts dies sense menjar ni beure aigua dolça. El 20 d'octubre, el Parkwood rescatà a Walls inconscient, però viu. Una vegada a bord recobrà la consciència i, segons hom diu enmig d'un episodi de deliri, demanà ser tornat al Holliswood. Finalment, el capità del Parkwood acceptava remolcar el vaixell a la costa.

### Sud de Florida

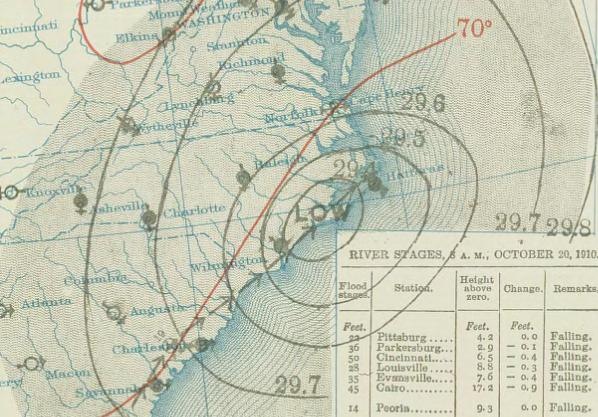
Mapa del temps de la tempesta el 20 d'octubre

Al Key West, les pressions començaren a caure a la mitjanit del 12 d'octubre mentre la tempesta s'acostava des del sud-oest. A última hora del 13 d'octubre, començaren a caure fortes pluges, i els vents començaren a augmentar, arribant als 80 km/h el 14 d'octubre. Les ràfegues arribaren als 180 km/h i la maror ciclònica als 4,6 m; la mar de fons a la zona va ser "particularment alta". Es destruïren molts molls, i el 17 d'octubre, el soterrani de l'oficina del Servei Nacional de Meteorologia s'inundà. Abans que el pluviòmetre es precipités al mar es registraren uns 98 mm de precipitació. El dany a les Keys de Florida fou moderat, aproximant-se a valors del voltant de 250.000 dòlars de l'època. El dany material es limità generalment a estructures al llarg de la costa.
Mentre la tempesta avançava cap a l'oest, Tampa i les localitzacions pròximes començaven a experimentar-ne els efectes. Els forts vents des del nord-est van fer baixar l'aigua de la badia de Tampa al nivell més baix mai enregistrat fins aleshores. El baròmetre caigué a 961 hPa, i les ones extremadament altes colpejaven la costa des de Flamingo fins al Cap Romano. Les ones avançaren cap a l'interior, forçant els supervivents a enfilar-se als arbres. Al nord de Tampa, els efectes de l'huracà foren moderats o lleugers, mentre que en la part sud-oest de l'estat, els danys augmentaren. Part de la collita de cítrics local es va malmetre. El dany material fou extens des de Tampa fins a Jacksonville i encara més al sud. Els vents alts trencaren els sostres de les cases i sacsejaren algunes estructures arrencant-les dels fonaments.
Set homes perderen la vida en el naufragi d'unes quantes goletes cubanes a Punta Gorda. Prop d'allà, un home i una criatura s'ofegaven com a resultat de la intensitat de tempesta, i un altre moria mentre intentava creuar un riu inundat. Un vaixell de vapor francès, el Louisiane, impactà contra terra amb 600 passatgers; tots ells foren rescatats per una altra embarcació.

### Nord-est de Florida i sud dels Estats Units
El dany a la costa atlàntica fou menys greu, encara que a Jupiter (Florida), l'oficina meteorològica informà:
| « | (...) les precipitacions en aquest punt feren més danys que el vent. Havia plogut tots els dies des del 3 fins al 13, amb una caiguda total de 5,96 polzades [15,14 cm], i els rierols eren plens d'aigua quan la primera tempesta començà. Des del dia 14 fins al 18 caigueren unes 14,27 polzades [36 cm] més. Els rius augmentaren uns 8 peus [2,5 metres] per sobre el que és normal en la marea alta, cosa que, en un comtat pla com aquest, inundà pràcticament tota la terra sota d'1 a 8 peus d'aigua [entre 30 cm i 2,5 m]. Afortunadament el mar romangué baix i comparativament calmat de manera que fou possible obrir l'entrada i evacuar l'aigua fora. | » |

La tempesta arrencà un gran nombre de pins prop de la ciutat de Jupiter. Un home prop de Lemon City (Florida) morí per la caiguda d'un arbre. Petites embarcacions, els molls i els coberts patiren danys, però finalment els efectes de la tempesta sobre la costa est foren més moderats comparats amb altres àrees. Parts del Florida East Coast Railway quedaren destrossades, i les reparacions foren costoses. Una goleta americana embarrancà a Boca Raton i va matar tres tripulants i va deixar la resta de la tripulació abandonada 12 hores fins que els arribà l'ajuda. Els pressupostos de l'impacte del cicló en les collites de cítrics varien àmpliament.
En el seu camí cap al mar, la tempesta passava just per l'oest de Jacksonville. Encara que causà molt pocs danys a l'interior i el voltant de la ciutat, els gregals persistents provocaven desbordaments en les àrees costaneres. El nord de Georgia i Carolina del Sud patiren inundacions menors, encara que, inicialment, les interrupcions de comunicació entre ciutats conduïen a informes exagerats de danys en aquells estats. A principis del 18 d'octubre, una lleugera precipitació començava a caure a Savannah mentre els vents es recuperaven. El 19 d'octubre, els vents havien arribat a 112 km/h. Tanmateix, es deia que el pitjor dany de la ciutat arribava com a resultat de les plenamars més que dels vents intensos. Alguns rius excedien els seus cabals, submergint terres de conreu circumdants. Charleston, a Carolina del Sud, registrà danys menors.